# Dicliptera sexangularis
Dicliptera sexangularis är en akantusväxtart som först beskrevs av Carl von Linné, och fick sitt nu gällande namn av Antoine Laurent de Jussieu. Dicliptera sexangularis ingår i släktet Dicliptera och familjen akantusväxter. Inga underarter finns listade i Catalogue of Life.